# Държавно устройство на Туркменистан
Туркменистан е президентска република с широки правомощия на президента. Той е едновременно държавен глава, върховен главнокомандващ на въоръжените сили на Туркменистан и председател на Парламента. Президентският мандат е седемгодишен, като липсва ограничение в броя на мандатите. Ако по някаква причина президентът не може да изпълнява длъжността си, неговите функции и правомощия биват поети от министър-председателя на страната. Нови избори трябва да се организират до не повече от 60 дни, след като президентът вече не изпълнява своите функции.
В Туркменистан има многопартийна система, но за законна е призната само една партия. Държавата често е възприемана като затворена, без особени реформи във времето, когато вече не е част от Съветския съюз, и е сочена като пример за системно погазване на демократичните принципи и правата на човека.

## Политическа история
На 21.10.1991 г. Туркменистан обявява своята независимост от СССР, след 27 години като автономна република, част от него. По това време, от 1985 г. на власт в страната е бившият президент Сапармурат Ниязов – член на КПСС. Той е начело и на Комунистическата партия в Туркменистан. През 1992 г. се провеждат първите избори в страната, като на тях единствен кандидат е Ниязов. Той е избран и заема тези позиции чак до смъртта си през 2006 г. През периода, той установява пълен контрол над държавата и нейните органи за управление. През 1999 г. Парламентът в Туркменистан го обявява за пожизнен президент. Съставът на Парламента, който взима това решение, в избран на избори само седмица по-рано, като всички кандидати са предварително посочени от Ниязов. Опозицията не е била допусната за участие.

## Президенти

### Сапармурад Ниязов
Демократическата партия в Туркменистан е единствената законно призната в страната. Незаконни са всякаъв вид политически и обществени сдружения, ако правителството не ги е одобрило. В Туркменистан все още е в сила правилото за местожителство. Всеки гражданин на страната трябва да носи със себе си паспорт, в който е отбелязано неговото. Тази практика е една от закостенелите, влезли в сила още по съветско време. Придвижването между вътрешните граници в страната, а също така и пътуването извън нея, е много трудно. Същото важи и за влизането в Туркменистан. В страната се наблюдава силен култ към личността. През 1993 г. Ниязов добива прокяра „Туркменбаши“ (лидер на всички туркмени). Оттогава неговият лик украсява много и разнообразни предмети от ежедневния бит на хората – от банкноти до шишета с водка. Логото на туркменистанскта национална телевизия е неговото лице. Написал е две книги, които задължително се изучават в училищата, а всяка година се организират публични събирания, на които те се дискутират. Почти всяко семейство притежава книгите. Едната му книга -„Рукхмана“, която се възприема за почти свят текст Туркменистан, е преведена на 32 езика и е разпространена безплатно в много големи международни библиотеки. Ниязов заявява, че всеки, който прочете тази книга три пъти, ще стане много по-интелигентен, ще открие божествения замисъл и ще отиде в Рая.
Много институти в сраната са кръстени на майката на Ниязов. Всички часовници, произведени в страната, трябва да са с неговата снимка под циферблата. Пред парламента в Ашхабад има огромна златна негова статуя, висока 15 метра, която се върти заедно със слънцето. Така тя може да отразява постоянно неговите лъчи.
Дните от седмицата в Туркменистан са прекръстени с имената на хора от семейството на Туркменбаши, а сам той пренаписва националния химн на страната. Целият достъп до природните ресурси в страната също е в ръцете на Ниязов. Доста чужди компании, които се опитват да добиват от огромните залежи на природен газ, трябва да сътрудничат с Ниязов, за да постигнат успех.

### Гурбангули Бердимухамедов
След смъртта на Нязов прз 2006 г., неговият пост се заема от Гурбангули Бердимухамедов. Дотогава той е бил негов заместник. Пре 2007 г. се организират избори, които са спечелени от Бердимухамедов. Международните наблюдатели на тези избори ги обявяват за фалшифицирани. Няколко месеца след изборите, поради зараждащото се недоволство в страната от несправедливите избори, Бердимухамедов променя част от компетенциите на президента, които са били в сила по време на култа към личността. Така вече президентът не може да преименува географски забележителности, градове или институти.
След смъртта на Ниязов, в Туркменистан са направени крачки към отварянето на страната в политически и икономически план. Бердимухамедв прави крачки към реформирането на някои от твърде остарелите правила от времето на статия президент, като например да премахне забраната върху операта и цирка. Направени са и реформи в образованието – задължителното е увеличено с една година от 9 на 10. По-високите степени на образование се добиват вече за 5, а не за 2 години.
Новият президент се опитва да разшири връзките на Туркменистан със Запада, който е нетърпелив да има достъп до залежите от природен газ в страната. В страната понякога има слухове, че парламентът може да се обърне срещу президента, ако неговите действия станат твърде реформаторски.
Конституцията на Туркменистан осигурява свобода на медиите, но правителството не се съобразява с това и такава на практика няма. Само два вестника се водят за независими, но и те са създадени след декрет на президента. Кабелната телевизия, която е съществувала през 1980-е, бива спряна.
В религиозен план всички религиозни събития, свързани с руската православна църква или с мюсюлманите сунити, са силно ограничени. Религиозните общности са задължени да се регистрират, а за да се случи това, отделните енории трябва да имат поне 500 члена. Тази бройка затруднява голяма част от различните вярващи и те не могат да организират своя енория законно. Много от организациите за човешки права дават информация, че по тази причина част от религиозните активисти са преследвани, измъчвани и затваряни в затвори незаконно.
През 2016 г. се прокарани реформи, чрез които президентският мандат се удължава от пет на седем години, премахват се ограниченията за броя мандати на президента и предишното изискване за възраст на кандидата за президент под 70 години.

### Сердар Бердимухамедов
През 2022 г. Гурбангули Бердимухамедов се оттегля от президентския пост след 15-годишно управление – първият президент на Туркменистан, предприел подобно действие. На изборите през 2022 г. неговият син, Сердар Бердимухамедов, получава 72,97% от гласовете на населението в страната срещу деветима други кандидати.

## Конституция
Първата Конституцята на Туркменитан е приета през 1992 г., като в нея са правени поправки през 1995, 1999, 2003 и 2006 г. През 2008 г. е приета нова конституция. Народният съвет на страната я прокарва и приема без обсъждания. По-късно обаче това води до премахването на Съвета и увеличаване на членовете на парламента в края на същата година. Конституцията позволява сформирането на различни политически партии. За нея, Бердимухамедов казва, че отговаря на всички международни демократични норми. Според нея, формално гражданите на Туркемнистан добиват правото на сдружения, могат да сформират политически партии, както и да излъчват кандидати за изборите.

## Законодателна власт
Законодателен Орган в страната е Мажлис – парламент със 125 депутати. Те се избират за 5 години, в едномандатни избирателни райони. В компетентността на парламента е да приема закони, да приема и изменя Конституцията. В него 124 от депутатите са от Демократичнаа партия на Туркменистан, която е комунистическа. През 2013 г. за първи път се появява и един представител на другата партия в страната – Партия на индустриалците и предприемачите в Туркемнистан.
От 1993 г. сграда на парламента се намира в Ашхабад. През 2003 г. правомощията на Парламента са намалени, за сметка на тези на Народния съвет. Така Съветът, под ръководството на президента, може ако реши, да разпусне парламента. След новата конституция от 2008 г. обаче, президентът връща правомощията на еднокамарния парламент.

## Народен съвет
Преди новата конституция от 2008 г., в страната е съществувал т.нар. Народен съвет (Halk Maslahaty). Той всъщност е бил най-високият представителен орган, с 2507 членове. Някои от тях дори били на избираеми позиции, но на изборите от 2003 г. всичките се оказали от Демократическата партия. Този съвет също бил ръководен от президента. През 2008 г. компетенциите на Съвета са прехвърлени изцяло към президента и той спира да съществува.
Корупцията в страната е сериозна. Изпълнителната власт е в ръцете на президента, а съдебната власт му е изцяло подчинена. Всички съдии се назначават от президента за срок от 5 години, без какъвто и да било конкурс.
През 1996 г. Туркменистан обявява своята постоянна политическа и военна независимост, като ООН също признава това.